# Аустрија на Светском првенству у атлетици у дворани 2012.
Аустрија је учествовала на Светском првенству у атлетици у дворани 2012. одржаном у Истанбулу од 9. до 11. марта. четрнаести пут, односно учествовала је на свим првенствима до данас. Репрезентацију Аустрије представљало је троје такмичара (2 мушкарца и 1 жена), који су се такмичили у две дисциплине.
На овом првенству Аустрија није освојила ниједну медаљу. Није било нових националних, личних и рекорда сезоне.
У табели успешности (према броју и пласману такмичара који су учествовали у финалним такмичењима (првих 8 такмичара)) Аустрија је са једним учесником у финалу делила 41. место са 2 бода.
| Плас. | Земља    | 1. место | 2. место | 3. место | 4. место | 5. место | 6. место | 7. место | 8. место | Бр. финал. | Бод. |
| ----- | -------- | -------- | -------- | -------- | -------- | -------- | -------- | -------- | -------- | ---------- | ---- |
| =41.  | Аустрија | 0        | 0        | 0        | 0        | 0        | 0        | 1        | 0        | 1          | 2    |

## Учесници
| Мушкарци: - Рафаел Палич — 800 м - Андерас Рапац — 800 м | Жене: - Беате Шрот — 60 м препоне |  |

## Резултати

### Мушкарци
| Атлетичар     | Дисциплина | Лични рекорд | Квалификација | Квалификација | Полуфинале | Полуфинале | Финале                | Финале       | Детаљи |
| Атлетичар     | Дисциплина | Лични рекорд | Резултат      | Место         | Резултат   | Место      | Резултат              | Место        | Детаљи |
| ------------- | ---------- | ------------ | ------------- | ------------- | ---------- | ---------- | --------------------- | ------------ | ------ |
| Рафаел Палич  | 800 м      | 1:47,94      | 1:49,78       | 4. у гр. 2 кв | 1:49,42    | 4. у пф. 2 | Нису се квалификовали | 15 / 30 (32) |        |
| Андерас Рапац | 800 м      | 1:46,65 НР   | 1:49,89       | 2. у гр. 4 КВ | 1:48,15    | 4. у гр. 3 | Нису се квалификовали | 8 / 30 (32)  |        |

### Жене
| Атлетичарка | Дисциплина   | Лични рекорд | Квалификација | Квалификација | Полуфинале | Полуфинале    | Финале   | Финале      | Детаљи |
| Атлетичарка | Дисциплина   | Лични рекорд | Резултат      | Место         | Резултат   | Место         | Резултат | Место       | Детаљи |
| ----------- | ------------ | ------------ | ------------- | ------------- | ---------- | ------------- | -------- | ----------- | ------ |
| Беате Шрот  | 60 м препоне | 8,02 НР      | 8,16          | 2. у гр. 4 КВ | 8,11       | 4. у гр. 2 КВ | 8,12     | 7 / 28 (31) |        |